# François de Rosset
François de Rosset (* 1571 Provence; † 1619) war ein französischer Schriftsteller und Übersetzer des 17. Jahrhunderts.

## Leben
Er schrieb Gedicht- und Romanwerke und veröffentlicht in Kenntnis der italienischen und spanischen Sprache mehrere Übersetzungen großer Autoren. Von ihm stammen etwa 30 Veröffentlichungen, darunter mehrere Gedichtsammlungen, sowie Übersetzungen der Werke von Pietro Aretino, Miguel de Cervantes, Matteo Maria Boiardo und Ludovico Ariosto. Seine fiktionalen Schriften und insbesondere die Geschichten, die 1619 unter dem Titel Les Histoires mémorables et tragiques de nostre temps („Die denkwürdigen und tragischen Geschichten unserer Zeit“) zusammengefasst wurden, brachten ihm großen Erfolg bei seinen Zeitgenossen ein.

## Werke (Auswahl)
- Poesie
  - Douze Beautés de Phyllis et autres œuvres poétiques (1614)
  - Délices de la poésie française (1618)
- Prosa
  - Roman des chevaliers de la gloire (1612), Neuausgabe als Histoire du palais de la Félicité (1616)
  - Histoire des amants volages de ce temps (1616)
  - Fortsetzung von Roland le Furieux (Der rasende Roland, 1617)
  - Les Histoires mémorables et tragiques de nostre temps (1614, erweitert 1619)
- Übersetzungen
  - Ariost, Roland furieux (Der rasende Roland, 1615)
  - Boiardo, Roland amoureux (Der verliebte Roland, 1618)
  - Cervantes, Don Quichotte (1605)
  - Cervantes, Nouvelles exemplaires (1613)
  - Aretino, Les Douze psaumes de la Pénitence de David (Die zwölf Bußpsalmen Davids, 1605)
- Sammlungen
  - Nouveau recueil des plus beaux vers de ce temps (1609)
  - Lettres amoureuses et morales des beaux esprits de ce temps (1618)